# Allari Ramudu
Allari Ramudu (en télougou : అల్లరి రాముడు) est un film indien en télougou réalisé par B. Gopal (en) et sorti en 2002. Il met en vedette les acteurs N. T. Rama Rao Jr (en), Gajala (en) et Aarthi Agarwal. Il est doublé en hindi sous le titre Main Hoon Khuddar en 2007. Il est ensuite adapté en bengali sous le titre bangladais Number One Shakib Khan (en), sorti en 2010.

## Distribution
- N. T. Rama Rao Jr.
- Gajala
- Aarthi Agarwal
- Naresh
- Nagma
- Jaya Prakash Reddy
- Brahmanandam

## Bande-son
| Liste des pistes | Liste des pistes        | Liste des pistes          | Liste des pistes | Liste des pistes | Liste des pistes | Liste des pistes | Liste des pistes | Liste des pistes | Liste des pistes |
| No               | Titre                   | Artiste(s)                | Durée            |                  |                  |                  |                  |                  |                  |
| ---------------- | ----------------------- | ------------------------- | ---------------- | ---------------- | ---------------- | ---------------- | ---------------- | ---------------- | ---------------- |
| 1.               | Oppulakuppa             | Usha, R. P. Patnaik       | 04:13            |                  |                  |                  |                  |                  |                  |
| 2.               | Rendu Vela Rendu Varaku | S.P.Balasubramaniam, Usha | 05:11            |                  |                  |                  |                  |                  |                  |
| 3.               | Cheliya                 | Usha, R. P. Patnaik       | 04:27            |                  |                  |                  |                  |                  |                  |
| 4.               | Jadaku Jada             | Mano, Usha, R. P. Patnaik | 04:09            |                  |                  |                  |                  |                  |                  |
| 5.               | Bodduni Choodayyo       | Usha, Karthik             | 05:07            |                  |                  |                  |                  |                  |                  |
| 6.               | Rukkumini               | Usha, Ravi Varma          | 04:07            |                  |                  |                  |                  |                  |                  |
| 27:14            |                         |                           |                  |                  |                  |                  |                  |                  |                  |